# Skårlægger
En skårlægger er en mejer, der er bygget til at meje afgrøder og lægge dem i rækker til senere behandling med andre maskiner. Metoden bruges ofte til afgrøder der tvangsmodnes efter afskæring, eller hvis landmanden ikke har det nødvendige udstyr til at høste afgrøden direkte. Somme tider skårlægges også non-food-afgrøder, som tørres, presses til baller og eksempelvis brændes i halmfyr eller lignende.
De fleste skårlæggere i Danmark er selvkørende, men der findes også traktortrukne (bugserede) modeller der drives af traktores kraftudtag. Mekanisk eller hydrauliske bugserede skårlæggere anvendes oftest til græssorter, hvor skårlægning af eksempelvis raps oftes sker med selvkørende skårlæggere. Selvkørende skårlæggere er som regel udstyret med fingerklippere og indføringssnegl som på en mejetærsker. Bugserede skårlæggere kan være med slagler som på en grønthøster, hvor knivene roterer om en vandret akse. En anden type er såkaldte skivehøstere eller tromlehøstere, hvor knivene rotererer om en eller flere lodrette akser. 
De selvkørende modeller drives og styres ofte af forhjulene, mens et eller to baghjul holder balancen og svinger 360 grader på samme måde som på en typisk indkøbsvogn. Styring foregår ved, at det ene forhjul bremses mere end det andet, hvilket også ses på eksempelvis Bobcats, der dog styres på to hjul i hver side. Det bør dog nævnes, at styring på baghjulene på selvkørende skårlæggere også er almindligt forekommende.
Afgrøder der skårlægges til tærskning i Danmark er typisk raps og kløver.

## Fejemaskine
En enkelt entreprenør har produceret fejekoste til sine maskiner i stedet for skærebord. I København har disse været brugt til fejning af sne, da de med de store børster kan rydde to vognbaner ad gangen selv efter kraftige snefald.
De spillede således en central rolle ved Prins Christians dåb, hvor der faldt op mod 30 centimeter sne i dagene op til begivenheden.